# Squash-Weltmeisterschaften im Doppel und Mixed 2022/Damendoppel
Damendoppel der Weltmeisterschaften im Doppel und Mixed 2022 im Squash.
Das Teilnehmerfeld bestand aus zwölf Doppelpaarungen, die in zwei Gruppen à sechs Doppelpaarungen im Round-Robin-Modus gegeneinander antraten. Die Gruppensieger und Zweitplatzierten zogen ins Halbfinale ein und spielten im K.-o.-System die Siegerinnen aus.
Siegerinnen der letzten Austragung waren die Australierinnen Donna Lobban und Christine Nunn. Während Nunn nicht erneut antrat, ging Lobban mit Rachael Grinham an den Start. Im Finale besiegten Joshna Chinappa und Dipika Pallikal aus Indien die beiden Engländerinnen Sarah-Jane Perry und Alison Waters mit 11:9, 4:11 und 11:6.

## Setzliste
| Nr. | Paarung                               | Erreichte Runde |
| --- | ------------------------------------- | --------------- |
| 01. | Joelle King Amanda Landers-Murphy     | Halbfinale      |
| 02. | Sarah-Jane Perry Alison Waters        | Finale          |
| 03. | Joshna Chinappa Dipika Pallikal       | Sieg            |
| 04. | Rachel Arnold Sivasangari Subramaniam | Halbfinale      |

| Nr. | Paarung                      | Erreichte Runde |
| --- | ---------------------------- | --------------- |
| 05. | Georgina Kennedy Lucy Turmel | Gruppenphase    |
| 06. | Rachael Grinham Donna Lobban | Gruppenphase    |
| 07. | Tong Tsz-Wing Ho Tze-Lok     | Gruppenphase    |
| 08. | Georgia Adderley Lisa Aitken | Gruppenphase    |

## Ergebnisse

### Vorrunde

#### Gruppe A
| Rang | Setzung | Doppel                                | Sp. | S | N | S.-Diff. | P.-Diff. | Pkt. |
| ---- | ------- | ------------------------------------- | --- | - | - | -------- | -------- | ---- |
| 1    | 1       | Joelle King Amanda Landers-Murphy     | 5   | 5 | 0 | 10:1     | 119:75   | 5    |
| 2    | 4       | Rachel Arnold Sivasangari Subramaniam | 5   | 4 | 1 | 8:4      | 120:103  | 4    |
| 3    | 5       | Georgina Kennedy Lucy Turmel          | 5   | 2 | 3 | 5:7      | 115:114  | 2    |
| 4    | 8       | Georgia Adderley Lisa Aitken          | 5   | 2 | 3 | 6:7      | 111:112  | 2    |
| 5    | 11/12   | Alexandra Fuller Cheyna Wood          | 5   | 1 | 4 | 4:8      | 91:118   | 1    |
| 6    | 9/10    | Alex Haydon Jessica Turnbull          | 5   | 1 | 4 | 3:9      | 83:117   | 1    |

| Spielerinnen                          | Spielerinnen                 | Ergebnis     |
| ------------------------------------- | ---------------------------- | ------------ |
| Joelle King Amanda Landers-Murphy     | Alexandra Fuller Cheyna Wood | 11:4, 11:9   |
| Georgina Kennedy Lucy Turmel          | Georgia Adderley Lisa Aitken | 11:7, 11:9   |
| Rachel Arnold Sivasangari Subramaniam | Alex Haydon Jessica Turnbull | 11:7, 11:4   |
| Joelle King Amanda Landers-Murphy     | Alex Haydon Jessica Turnbull | 11:6, 11:3   |
| Rachel Arnold Sivasangari Subramaniam | Georgina Kennedy Lucy Turmel | 11:10, 11:10 |
| Georgia Adderley Lisa Aitken          | Alexandra Fuller Cheyna Wood | 11:4, 11:5   |
| Alex Haydon Jessica Turnbull          | Alexandra Fuller Cheyna Wood | 4:11, 7:11   |
| Joelle King Amanda Landers-Murphy     | Georgina Kennedy Lucy Turmel | 11:9, 11:6   |

| Spielerinnen                          | Spielerinnen                          | Ergebnis          |
| ------------------------------------- | ------------------------------------- | ----------------- |
| Rachel Arnold Sivasangari Subramaniam | Georgia Adderley Lisa Aitken          | 8:11, 11:8, 11:6  |
| Joelle King Amanda Landers-Murphy     | Georgia Adderley Lisa Aitken          | 11:5, 8:11, 11:7  |
| Georgina Kennedy Lucy Turmel          | Alex Haydon Jessica Turnbull          | 11:9, 8:11, 7:11  |
| Rachel Arnold Sivasangari Subramaniam | Alexandra Fuller Cheyna Wood          | 9:11, 11:8, 11:5  |
| Georgina Kennedy Lucy Turmel          | Alexandra Fuller Cheyna Wood          | 10:11, 11:7, 11:5 |
| Georgia Adderley Lisa Aitken          | Alex Haydon Jessica Turnbull          | 11:7, 3:11, 11:3  |
| Joelle King Amanda Landers-Murphy     | Rachel Arnold Sivasangari Subramaniam | 12:10, 11:5       |

#### Gruppe B
| Rang | Setzung | Doppel                          | Sp. | S | N | S.-Diff. | P.-Diff. | Pkt. |
| ---- | ------- | ------------------------------- | --- | - | - | -------- | -------- | ---- |
| 1    | 2       | Sarah-Jane Perry Alison Waters  | 4   | 4 | 0 | 10:2     | 124:97   | 4    |
| 2    | 3       | Joshna Chinappa Dipika Pallikal | 4   | 4 | 0 | 6:4      | 99:83    | 4    |
| 3    | 9/10    | Ainaa Amani Chan Yiwen          | 5   | 3 | 2 | 4:6      | 94:94    | 3    |
| 4    | 7       | Tong Tsz-Wing Ho Tze-Lok        | 5   | 2 | 3 | 3:8      | 90:104   | 2    |
| 5    | 11/12   | Abbie Palmer Kaitlyn Watts      | 5   | 1 | 4 | 2:8      | 66:102   | 1    |
| 6    | 6       | Rachael Grinham Donna Lobban    | 5   | 0 | 5 | 5:2      | 67:60    | 0    |

| Spielerinnen                    | Spielerinnen                 | Ergebnis          |
| ------------------------------- | ---------------------------- | ----------------- |
| Sarah-Jane Perry Alison Waters  | Abbie Palmer Kaitlyn Watts   | 11:10, 5:11, 11:7 |
| Joshna Chinappa Dipika Pallikal | Ainaa Amani Chan Yiwen       | 11:6, 11:8        |
| Rachael Grinham Donna Lobban    | Tong Tsz-Wing Ho Tze-Lok     | 11:4, 11:9        |
| Sarah-Jane Perry Alison Waters  | Ainaa Amani Chan Yiwen       | 11:7, 11:10       |
| Joshna Chinappa Dipika Pallikal | Rachael Grinham Donna Lobban | 7:11, 9:11        |
| Tong Tsz-Wing Ho Tze-Lok        | Abbie Palmer Kaitlyn Watts   | 11:4, 11:1        |
| Ainaa Amani Chan Yiwen          | Abbie Palmer Kaitlyn Watts   | 11:9, 9:11, 11:4  |
| Sarah-Jane Perry Alison Waters  | Rachael Grinham Donna Lobban | 11:10, 9:11, 11:2 |

| Spielerinnen                    | Spielerinnen                    | Ergebnis          |
| ------------------------------- | ------------------------------- | ----------------- |
| Joshna Chinappa Dipika Pallikal | Tong Tsz-Wing Ho Tze-Lok        | 11:9, 11:8        |
| Tong Tsz-Wing Ho Tze-Lok        | Ainaa Amani Chan Yiwen          | 9:11, 11:10, 6:11 |
| Rachael Grinham Donna Lobban    | Ainaa Amani Chan Yiwen          | walkover          |
| Joshna Chinappa Dipika Pallikal | Abbie Palmer Kaitlyn Watts      | 11:5, 11:3        |
| Sarah-Jane Perry Alison Waters  | Tong Tsz-Wing Ho Tze-Lok        | 11:2, 11:10       |
| Rachael Grinham Donna Lobban    | Abbie Palmer Kaitlyn Watts      | walkover          |
| Sarah-Jane Perry Alison Waters  | Joshna Chinappa Dipika Pallikal | 11:9, 11:8        |

### Finalrunde
| Halbfinale | Halbfinale                | Halbfinale | Halbfinale | Halbfinale |  |   | Finale                  | Finale | Finale | Finale | Finale |
|            |                           |            |            |            |  |   |                         |        |        |        |        |
| 1          | J. King A. Landers-Murphy |            |            |            |  |   |                         |        |        |        |        |
| 3          | J. Chinappa D. Pallikal   | w.         | o.         |            |  | 3 | J. Chinappa D. Pallikal | 11     | 4      | 11     |        |
| 4          | R. Arnold S. Subramaniam  | 9          | 11         | 3          |  | 2 | S.-J. Perry A. Waters   | 9      | 11     | 6      |        |
| 2          | S.-J. Perry A. Waters     | 11         | 6          | 11         |  |   |                         |        |        |        |        |